# Tejo (sport)
Pour les articles homonymes, voir Tejo.

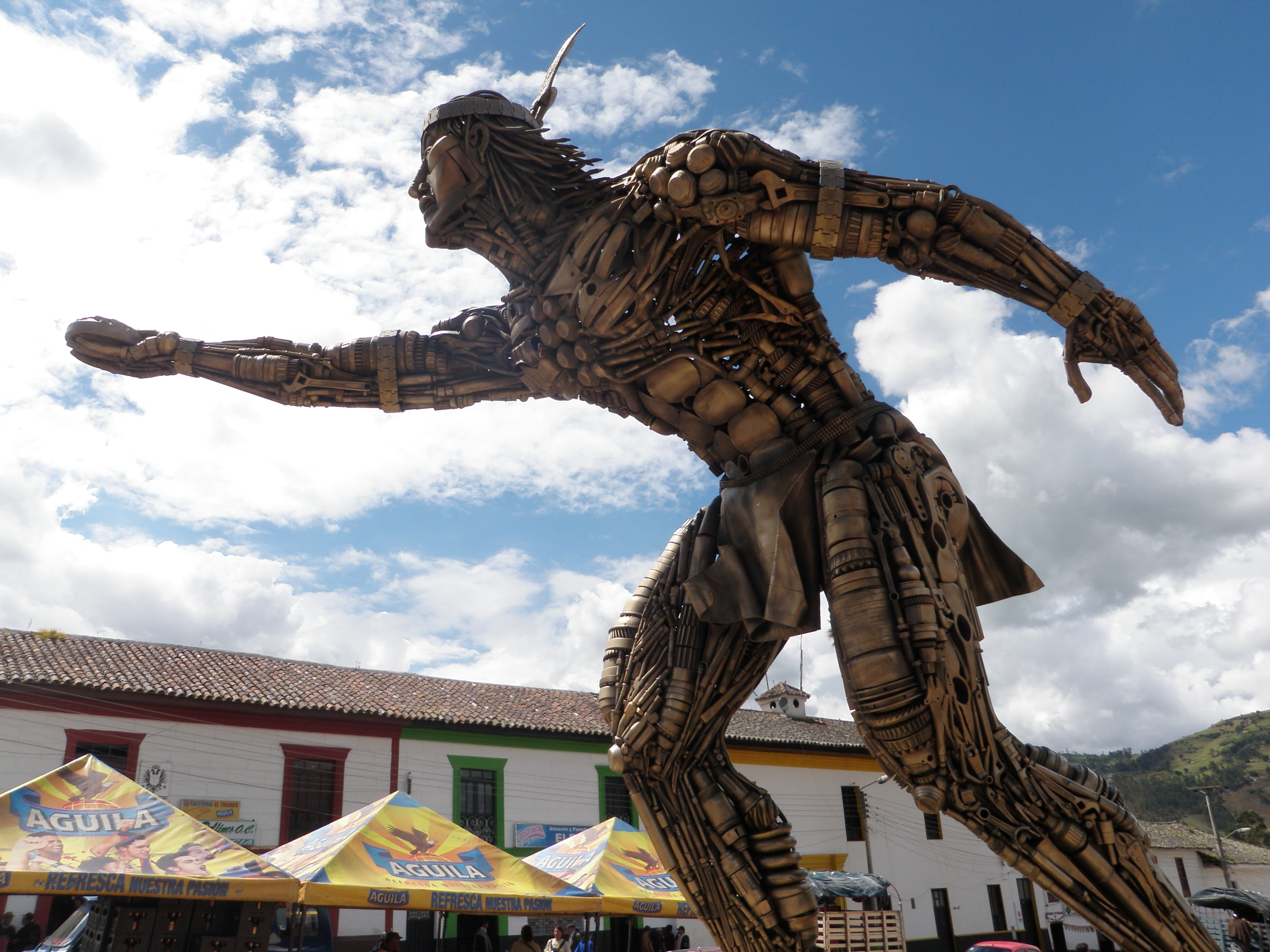
Statue d'un cacique chibcha jouant au tejo, monument national à Turmequé, Boyacá.

Le tejo, ou  turmequé est un sport traditionnel en Colombie. Le sport est originaire du peuple amérindien Chibcha du centre-ouest de la Colombie.

## Description

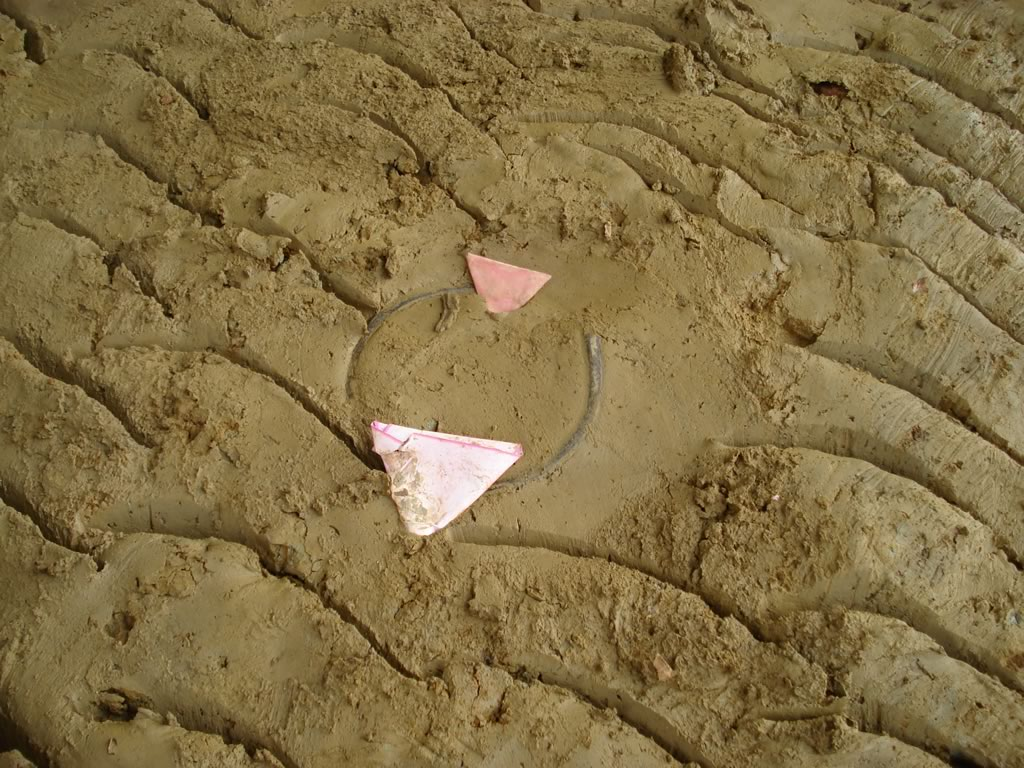
Détail du bocín et des mechas, au centre de la cancha.

Le tejo se joue en lançant une rondelle ou un disque de métal pesant environ 680 g, appelé « tejo », à une distance d'environ vingt mètres, sur une cible carrée, appelée cancha, d'environ un mètre de côté fixée à un angle de quarante-cinq degré par rapport à l'horizontale. La cible est recouverte d'une couche d'argile de sorte que le tejo reste en place. Au centre de la cible se trouve un anneau de métal circulaire appelé « bocín » sur lequel sont placés deux à quatre paquets triangulaires en papier plié, appelées « mechas », qui sont remplies avec de la poudre ou un autre matériau analogue qui explose lors de l'impact. Le but du tejo est de lancer le tejo à l'intérieur du bocín et de frapper les mechas afin de créer une explosion, et finalement marquer le plus de points possible.

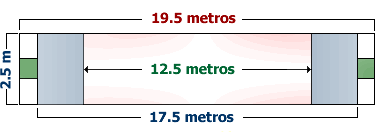
Dimensions d'une arène de tejo.

Le tejo de compétition possède un ensemble de règles et de système de notation très stricts. Cependant, dans un contexte récréatif, il existe plusieurs variantes de notation - certains semblables aux fer à cheval, avec des points supplémentaires pour le déclenchement des mechas. Le tejo comprend souvent des paris, le perdant devant payer la note pour la soirée, y compris l'utilisation de l'arène de tejo, ainsi que les boissons et la nourriture de chaque participant d'un match particulier.

## Contexte culturel

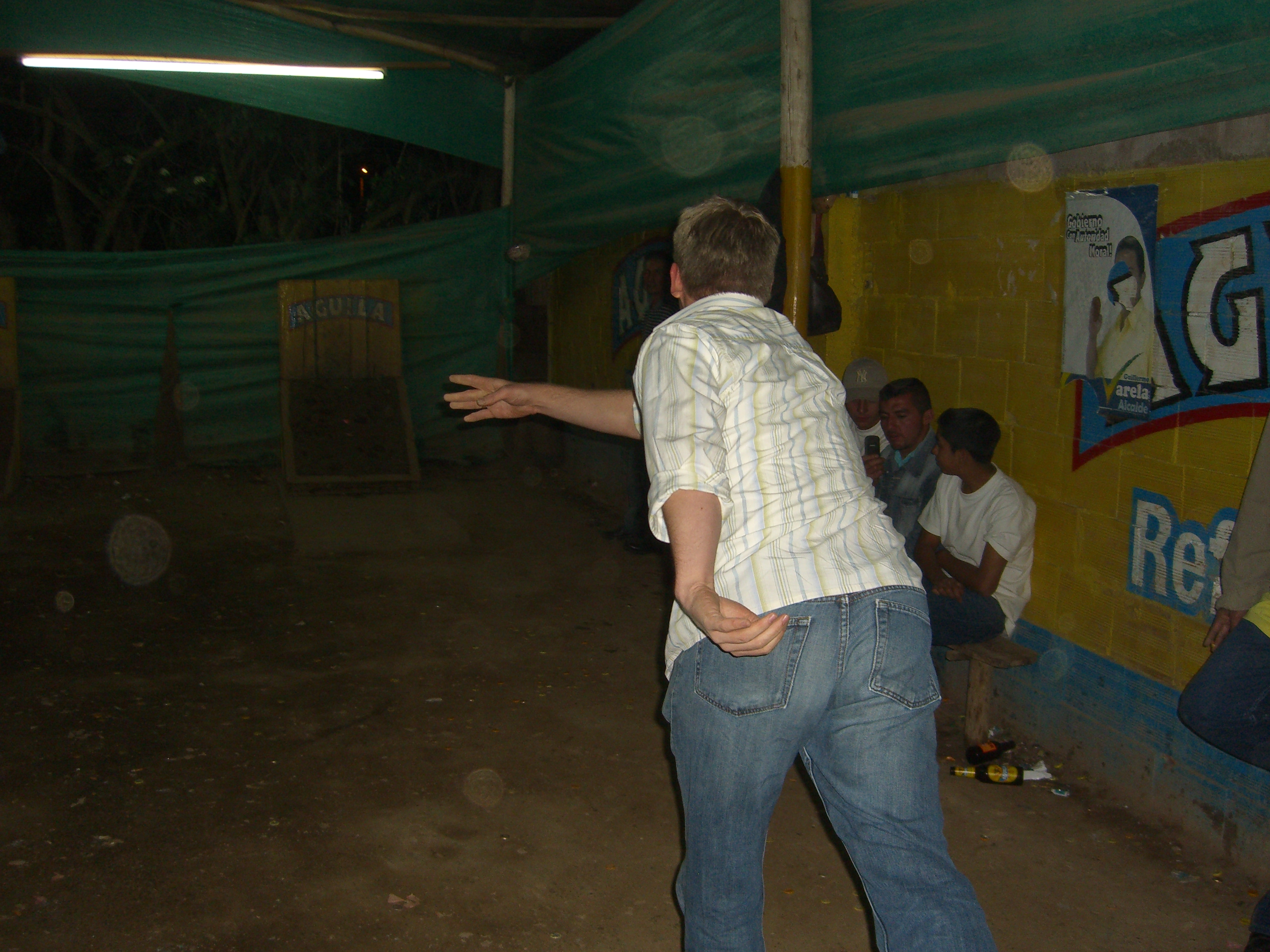
Joueur en train de lancer le tejo.

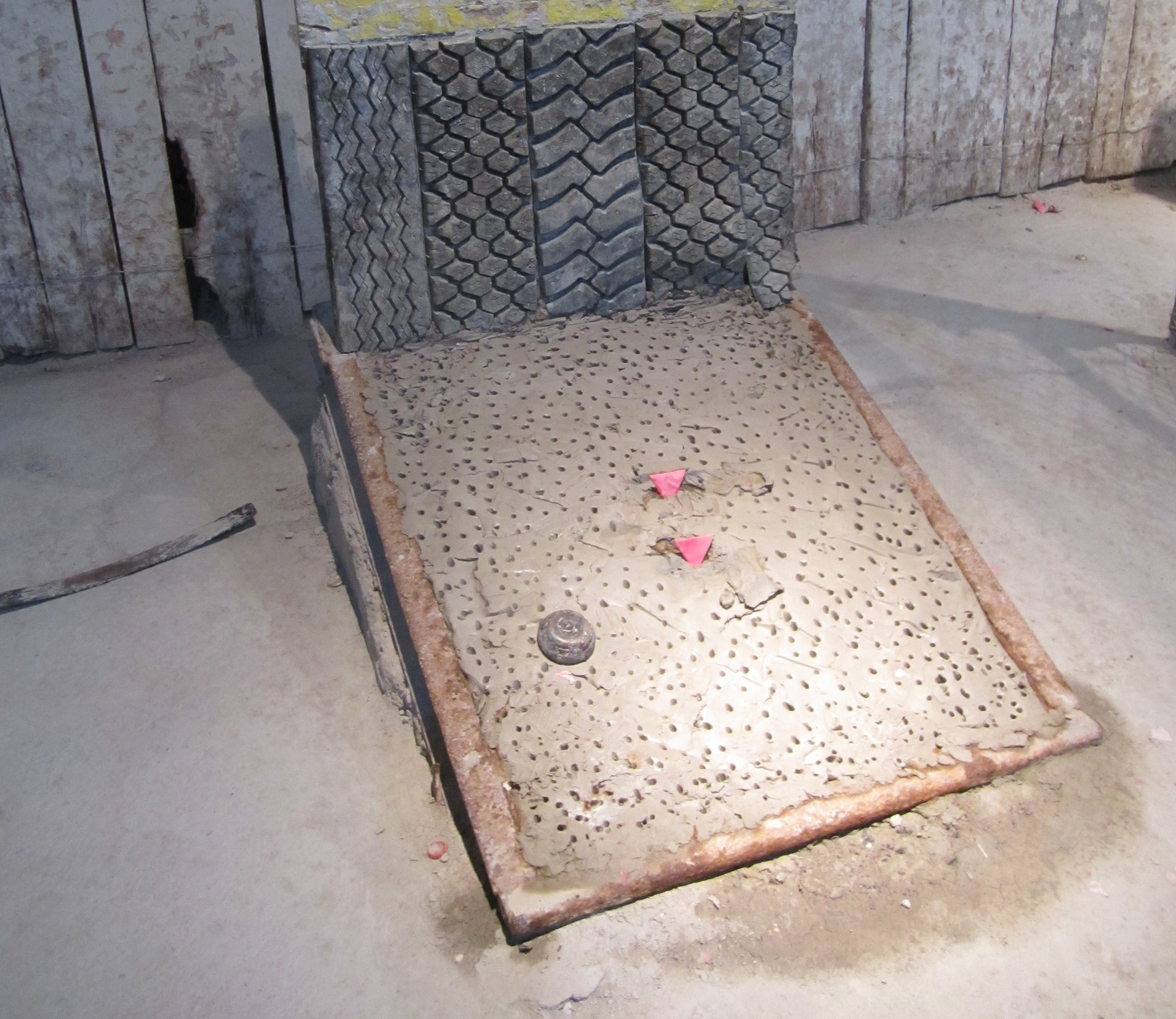
Une cancha de tejo.

Le tejo est un sport très apprécié par les couches populaires de la société. Bien qu'il existe des arènes de tejo ciblant les couches socio-économiques supérieures, la plupart d'entre elles sont fabriquées et utilisées par les gens de la classe populaire qui y voient un trait de leurs origines précolombiennes. Seul le football jouit d'un plus grand nombre de supporteurs et d'une industrie plus développée dans le pays.
Le tejo, originaire de Colombie, dispose d'équipes professionnelles dans les pays voisins comme le Venezuela, l'Équateur et le Panama. Comme le bagage culturel de ce sport est étranger à ces pays, son audience et son industrie sont beaucoup moins développées que dans son pays d'origine.
En juin 2000, le tejo a été déclaré « sport national » par le Congrès de la République de Colombie.

## Tejo moderne

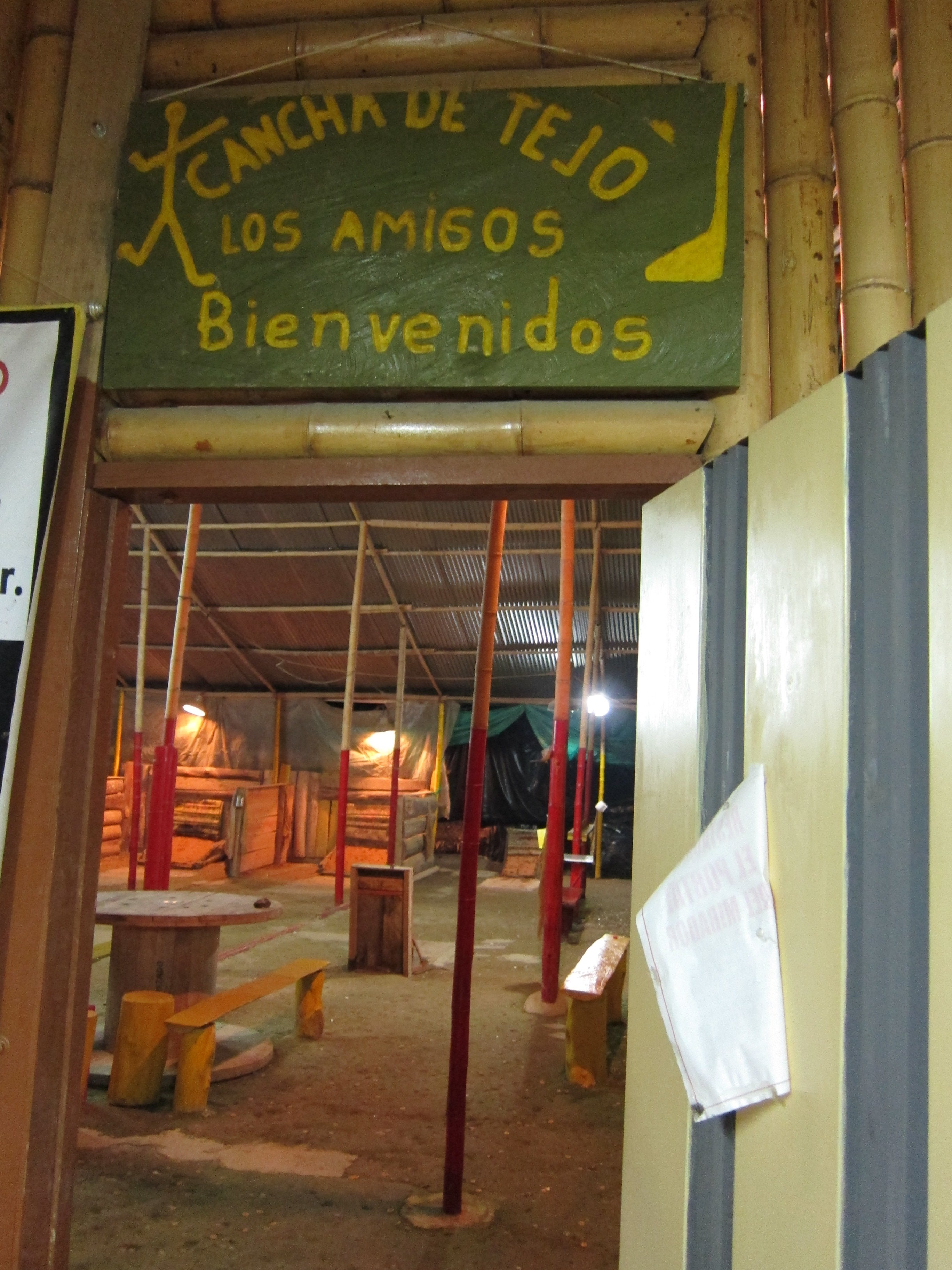
Entrée d'une salle de tejo.

En Colombie, il est très fréquent de trouver des équipes professionnelles de tejo dans les grandes et les petites villes. La plupart de ces équipes sont parrainés par des compagnies de bière, ce qui entraîne les équipes à gagner beaucoup d'argent en raison de la forte liaison entre l'équipe et l'entreprise. Dans le passé, la pratique du tejo a été liée à la chicha, une boisson alcoolisée indigène à base de maïs, mais de nos jours les joueurs se rafraîchissent avec de la bière.
Les compétitions modernes de tejo sont des tournois très organisés, généralement financés par des compagnies de bière, l'industrie du bâtiment et l'industrie automobile. Les tournois appelés « torneos Relampago » sont les plus courants, habituellement joués en un seul week-end par élimination directe des équipes. Les prix comprennent des trophées, des médailles et de l'argent. 
Le tejo n'a pas de couverture médiatique de masse en dehors des Jeux nationaux (es), mais le sponsoring et le marketing très ciblés le rendent attrayant pour les marques qui se positionnent comme « populaires » depuis que l'affluence du public aux tournois est importante.

## Tejo pour touristes
Le tejo est devenu une activité culturelle populaire pour les routards voyageant en Colombie, avec un certain nombre d'auberges partout dans le pays accueillant des tournois de tejo gratuits de nuit.